# Mohamed Mouhli
Mohamed Mouhli (13 september 1998) is een Belgisch voetballer die sinds 2021 onder contract staat bij RFC Luik.

## Carrière
Mouhli genoot zijn jeugdopleiding bij FC Horion, RFC Luik, CS Visé en RFC Seraing. Op 24 april 2016 maakte hij in het shirt van laatstgenoemde club zijn debuut in de Proximus League: tegen Excelsior Virton mocht hij van trainer José Jeunechamps in de 78e minuut invallen voor Marsoni Sambu.
In 2021 promoveerde hij met Seraing naar de Jupiler Pro League. Mouhli promoveerde echter niet mee, want in mei 2021 tekende hij bij RFC Luik, de club waar hij ooit nog in de jeugd speelde.